# Держави, що двічі не мають виходу до моря

Карта із країнами, що не мають виходу до моря. Фіолетовим позначені держави, що не мають виходу до моря подвійно.

Докладніше: Держави без виходу до моря
Держави, що не мають виходу до моря подвійно - країни, які не мають виходу до моря і межують лише з країнами, які не мають виходу до моря.

## Нинішні держави, що не мають виходу до моря подвійно
На даний момент (січень 2018 року) у світі існує лише дві такі країни  :
- Ліхтенштейн межує з Австрією та Швейцарією . Ліхтенштейн став подвійною державою, що не має виходу до моря, після проголошення незалежності державою словенців, хорватів і сербів 29 жовтня 1918 року, тобто відокремлення від Австро-Угорщини . 12 березня 1938 року Австрія була включена до складу Третього рейху, тому Ліхтенштейн отримав сусіда з виходом до моря. 27 квітня 1945 року, перед падінням Третього рейху, був сформований австрійський уряд на чолі з Карлом Реннером . Отже, Ліхтенштейн знову став подвійною державою, що не має виходу до моря.
- Узбекистан межує з Афганістаном, Казахстаном, Киргизстаном, Таджикистаном і Туркменістаном. Усі ці держави не мають виходу до моря, оскільки

## Колишні подвійні внутрішні держави
До 1871 року, тобто до возз'єднання Німеччини, прикладами таких країн були:
- Вільне місто Франкфурт (включене до Пруссії в 1866 р.)
- Велике Герцогство Гессен
- Держава Гессен-Гомбург (поділена між Великим Герцогством Гессен і Пруссією в 1866 р.)
- Герцогство Ліхтенберг (увійшло до Пруссії в 1834 р.)
- Герцогство Нассау (увійшло до Пруссії в 1866 р.)
- Князівство Ройс-Грайц
- Герцогство Вальдек і Пірмонт
- Королівство Вюртемберг

У 1921 році існувала ненадовго самопроголошена держава:
- Лайтабаншаґ - межує з Австрією та Угорщиною, на той час вже позбавленою виходу до моря. Проголошений 4 жовтня 1921 р., невизнаний жодною країною світу, остаточно увійшов до складу Австрії до 30 листопада 1921 р.

## Потрійна внутрішня територія
Територія, що межує виключно з територіями чи державами, які подвійно не мають виходу до моря. На практиці існування такої території ніколи не було задокументовано, хоча певним умовам відповідали: 1-й округ Відня, який у 1945-1955 рр. перебував під спільним контролем 4-х держав США, Великої Британії, Франції та СРСР, і французький сектор, що охоплює райони: 6, 14, 15 і 16. Обидва ці райони межували з американським, британським та радянським секторами (залежними територіями), які, у свою чергу, межували з внутрішньою радянською зоною окупації Австрії, можна вважати потрійними внутрішніми територіями.